# Pieter Terpstra (schrijver)
Pieter Terpstra (in het Fries Piter Terpstra) (Leeuwarden, 29 december 1919 – aldaar, 26 januari 2006) was een Fries-Nederlands journalist en schrijver.

## Biografie
Terpstra kreeg in 1964 landelijke bekendheid toen hij de door uitgeverij Bruna in de Zwarte Beertjes-serie uitgegeven detective-reeks Havank voortzette na het overlijden van de oorspronkelijke auteur Hans van der Kallen. Het onvoltooide vierendertigste verhaal uit de reeks, Menuet te Middernacht, werd door hem voltooid op basis van gesprekken met zijn voorganger; daarna schreef hij 23 deeltjes zelf, die onder de naam Havank & Terpstra werden uitgegeven. Twee hiervan zijn nog gebaseerd op in de nalatenschap van Havank gevonden incomplete manuscripten. 
 
Daarbuiten schreef Terpstra zo'n honderd historische romans, deels in het Nederlands, maar ook in het Fries. Op de laatste staat hij als Piter Terpstra vermeld. Een enkele maal gebruikte hij de pseudoniemen Piet Grilk en Peter Torenvliet; het laatste voor enkele boeken over rechercheur Argus.
De door Terpstra bedachte zinsnede "Sjoch dizze stêd; sjoch wat der rûnom bart - It âlde spegelet him yn wat de takomst hat" ("Zie deze stad; kijk wat er rondom gebeurt - Het oude reflecteert op wat de toekomst in petto heeft"), siert als onderschrift al het briefpapier en de website van de gemeente Leeuwarden.
Naast schrijver was Terpstra journalist; hij werkte voor het Nieuwsblad van het Noorden, Trouw en de Leeuwarder Courant.

Hij overleed in Leeuwarden op 86-jarige leeftijd en werd begraven op het oude dorpskerkhof van Huizum.

## Prijzen
- 1955 - Rely Jorritsmapriis voor Beatrix
- 1957 - Rely Jorritsmapriis voor De stien
- 1960 - Rely Jorritsmapriis voor It forhael
- 1988 - Piter Jelles-priis voor zijn gehele oeuvre dat zowel Fries- als Nederlandstalig werk omvat
- 1998 - Romanpriis KFFB voor In flechteling